# Association des persécutés du régime nazi
L’Association des persécutés du régime nazi - Confédération des antifascistes, en allemand Vereinigung der Verfolgten des Naziregimes – Bund der Antifaschistinnen und Antifaschisten (VVN - BdA), est une organisation allemande créée le 25 février 1947 à Berlin L’association est issue de regroupements de résistants et de personnes persécutées par le national-socialisme qui ont vu le jour après la libération du nazisme.
Après la libération des camps de concentration, des groupes de survivants se sont formés dans de nombreuses villes et régions d’Allemagne. L’association se considérait et se considère toujours comme une organisation de rassemblement non partisane de personnes persécutées et d’opposants au régime Nazi ayant survécu, ainsi que de personnes engagées aujourd’hui contre les aspirations nationalistes et populaires.
Depuis ses débuts, le VVN ou VVN-BdA ne se contente pas de thématiser les persécutions nazies et la résistance à ces dernières, mais remet également en question, critique et combat les phénomènes politiques d’après-guerre considérés comme antidémocratiques et hostiles à la paix. Par exemple la présence d’anciens nazis au sein des autorités, de la justice et des organes politiques de la République fédérale d’Allemagne jusqu’au niveau gouvernemental, ou les évolutions telles que la remilitarisation dans les années 1950 et l’état d’urgence à la fin des années 1960. En outre, son travail est constamment marqué par l’information sur les structures organisationnelles et les activités des néonazis ou de la Nouvelle Droite ainsi que par la mobilisation de l’engagement contre de telles évolutions.
Depuis 2002, il existe une association pour toute l’Allemagne, dont les associations membres comprennent également les communautés d’anciens détenus des camps de concentration.

## Objet de l’organisation
La VVN-BdA se décrit comme une « association non partisane » de femmes et d’hommes de la résistance contre le national-socialisme, de survivants des persécutions nazies, mais aussi de membres des générations suivantes, qui ont en commun les objectifs suivants :
- tirer les leçons du passé,
- s’engager pour la « vision d’un avenir antifasciste »,
- agir « pour un monde sans racisme, sans antisémitisme, sans nazisme et sans militarisme, sans exclusion, sans fascisme et sans guerre ».

Dans ces préoccupations, elle se réfère au serment de Buchenwald comme point de départ historique.
Elle publie la revue bimestrielle antifa - Magazin der VVN-BdA für antifaschistische Politik und Kultur. Les présidents d’honneur de l’association étaient ou sont Joseph Rossaint (cofondateur), Alfred Hausser, Kurt Goldstein, Heinrich Fink, Hans Lauter et Esther Bejarano.
La VVN-BdA est membre de la Fédération Internationale des Résistants (FIR). Elle fait également partie de la Coopération pour la paix et est membre du réseau international antiraciste UNITED.

## Histoire

### Fondation
Après la fin du nazisme, des associations locales d’anciens résistants se sont formées, comme le « Comité des anciens prisonniers politiques » à Hambourg ou le « Comité des anciens détenus des camps de concentration » à Hanovre, ainsi que des comités antifascistes et différents comités de victimes du fascisme (« Comités d'Antifa »),, dans lesquels les prisonniers politiques libérés jouaient un rôle essentiel. Ces derniers, considérés comme trop à gauche, furent toutefois immédiatement interdits par les autorités militaires américaines, puis par le gouvernement militaire britannique,. Ces approches constituèrent le point de départ d’une organisation inter-zones des persécutés du nazisme. Le 26 juin 1945, une « Association des prisonniers politiques et des persécutés du système nazi » - en abrégé VVN - est fondée à Stuttgart.
D’autres fondations de persécutés politiques, donc principalement de résistants, suivirent dans d’autres zones d'occupation.
L’initiative de la création de la VVN en tant qu’association supra-locale, suprarégionale, nationale et non partisane a été prise par des membres des partis ouvriers KPD et SPD, qui étaient en contact direct avec les personnes concernées dans les services d’assistance aux persécutés politiques, religieux et raciaux ou dans les comités OdF. « Au-delà de toutes les couches sociales, confessions, races et partis », on s’associait avec l’idée de « combattants contre le nazisme » et de personnes persécutées par le régime nazi « pour former une organisation non partisane » (programme d’août 1946). Selon le souvenir du cofondateur Emil Carlebach, la décision contre une « Ligue de lutte contre le fascisme » et pour une « Organisation de persécutés » a été prise en vue des puissances occidentales, qui n’auraient pas toléré une Ligue de lutte de gauche pan-allemande : « Le titre ultérieur est venu sous... la demi-pression d’interdiction des Alliés occidentaux ».
Les directions des associations régionales et de l’association faîtière fondée lors d’une conférence régionale interzonale du 15 au 17 mars 1947 à Francfort-sur-le-Main comprenaient des représentants communistes, sociaux-démocrates, chrétiens-démocrates, juifs et chrétiens. Parmi les membres éminents de la VVN - qui occupaient pour la plupart des fonctions de direction - on trouvait, :
- Konrad Adenauer
- Philipp Auerbach
- Walter Bartel
- Franz Dahlem
- Curt Epstein
- Marcel Frenkel
- Heinz Galinski
- Ottomar Geschke
- prévôt Heinrich Grüber
- Eugen Kogon
- Hans Mayer
- pasteur Harald Poelchau
- Franz Heitgres
- Karl Raddatz
- Kurt Schatter
- Julius Meyer
- Alphonse Kahn
- Jeanette Wolff
- Hanna Podymachina

Le consensus sur la base du serment de Buchenwald était le suivant : « dénazification, démilitarisation, démonopolisation, démocratisation, État social, compréhension entre les peuples et unité antifasciste dans toute l’Allemagne ». En octobre 1947, le VVN comptait environ 300 000 membres dans les quatre zones. Le triangle rouge - le signe distinctif des prisonniers politiques dans les camps de concentration des nazis - devint le symbole associatif du VVN.
En 1946, le groupe dirigeant anticommuniste du SPD d'Allemangen occidental, le « Bureau Schumacher », a recommandé aux sociaux-démocrates de ne pas adhérer au VVN et de refuser toute collaboration.
La petite communauté juive restante a placé de grands espoirs dans le VVN. Ainsi, la communauté juive de Berlin ne se contenta pas de mettre ses locaux à disposition, mais invita également à prendre des fonctions au sein du VVN. Julius Meyer, membre du comité directeur de la communauté berlinoise, était représenté au « bureau principal OdF » et au comité directeur du VVN.
Il déclara le 2 janvier 1948 « que nous serons toujours actifs au sein du VVN ». (idem) C’est le VVN qui agit contre la recrudescence de l’antisémitisme.

### Évolution en République démocratique allemande

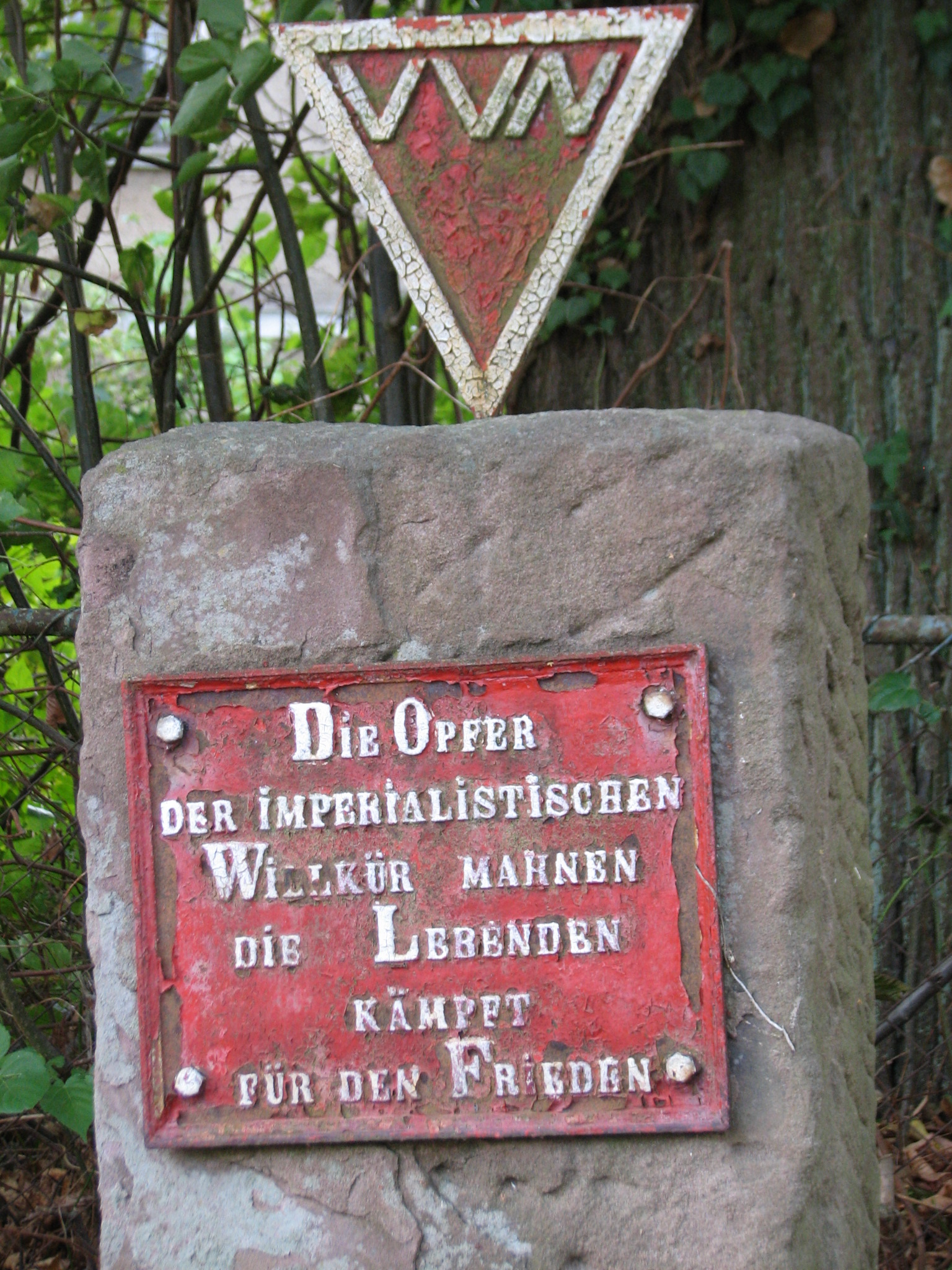
Pierre commémorative du VVN avec plaque explicative des années 1950, photo prise en octobre 2018 à Lüderitz, Saxe-Anhalt

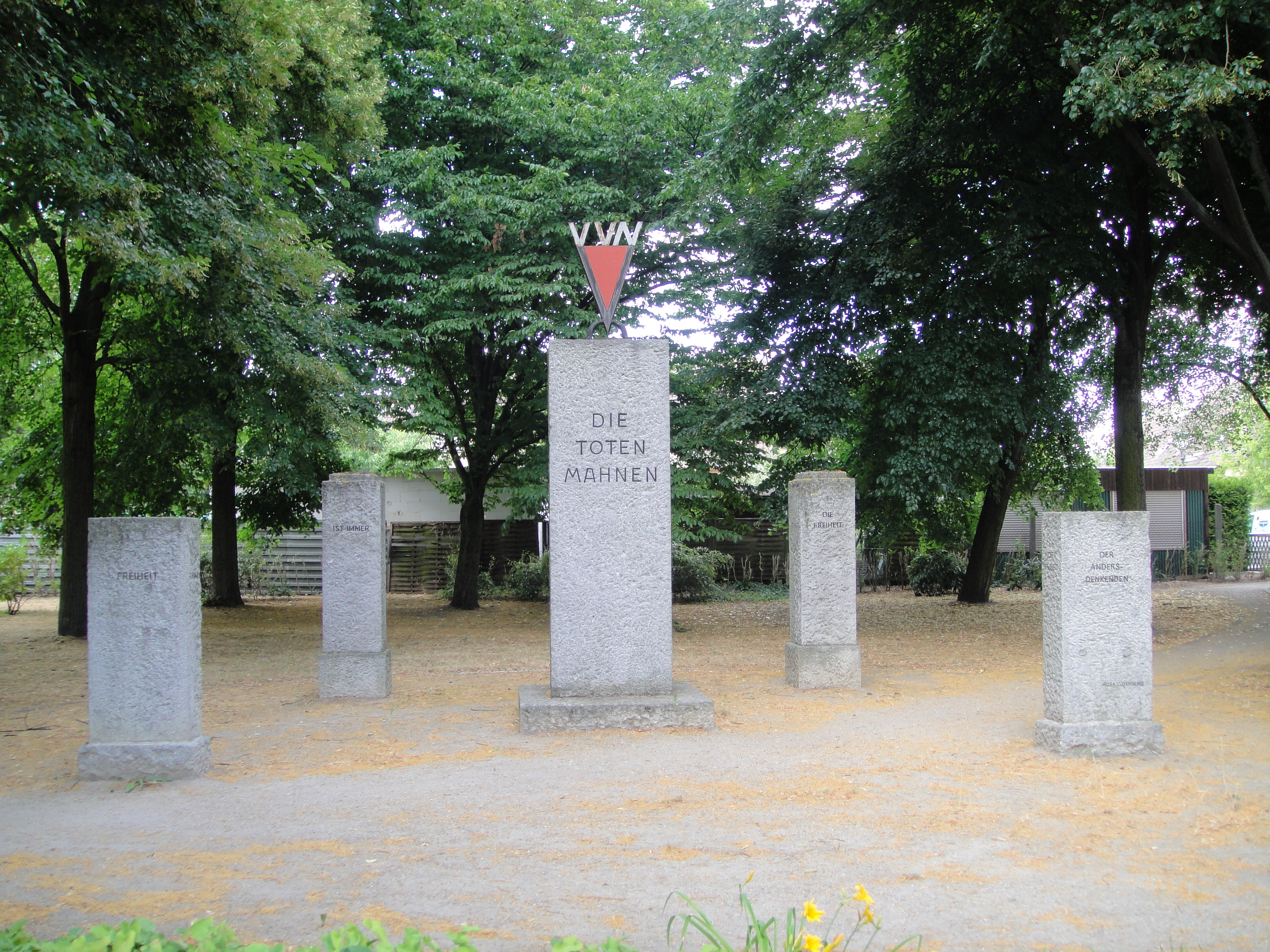
Monument VVN à Teltow

Lors des élections législatives est-allemandes de 1950, le VVN s'est vu attribuer 15 députés dont la majorité appartenait au SED.
Après que les instances dirigeantes du SED eurent déclaré qu'une organisation spéciale pour les persécutés nazis n'était pas nécessaire en RDA, en février 1953, la « liquidation » (Hartewig) de la VVN avait été décidée et le comité central et l'assemblée des délégués de la VVN avaient décidé de la dissoudre, ses tâches furent transférées à d'autres instances comme les conseils des districts et des arrondissements, le FDGB, la FDJ, la maison d'édition Volk und Welt et le musée de l'histoire allemande. Le Comité des combattants de la résistance antifasciste a été créé pour prendre le relais, en mettant l'accent sur l'antifascisme. Selon Karin Hartewig, il s'agissait aussi de souligner le contraste avec la RFA, considérée par la RDA comme un État non antifasciste. Il n'y eut guère d'opposition à la dissolution au sein du VVN.
Si, en janvier 1953, le comité central du VVN de l'Est avait comme membres, entre autres, Helmut Salo Lohser, Leon Löwenkopf, Julius Meyer et Günter Singer, persécutés en tant que juifs sous le régime national-socialiste, le comité des résistants antifascistes comptait désormais parmi ses membres Viktor Klemperer et Kurt Cohn, qui avaient également été exposés à la persécution en tant que juifs à l'époque, ce qui contredit l'hypothèse entendue du point de vue de l'Allemagne de l'ouest selon laquelle le passage de la VVN au comité au sein de l'organisation des persécutés du nazisme aurait été motivé par l'antisémitisme. À l'inverse, il y avait la thèse selon laquelle il s'agissait d'une « conformité politique ». Le comité agissait en étroite concertation avec le SED, défendait un « antifascisme hégémonique » et définissait ses tâches comme un antifascisme dans les conditions de la guerre froide. La position des représentants de la résistance politique au sein de la communauté des persécutés en RDA fut ainsi revalorisée et l'encadrement des anciens persécutés décentralisé. Le comité entretint des relations étroites avec le VVN en République fédérale. Après le Tournant, l'Association d'intérêt des anciens participants à la résistance antifasciste, des persécutés du régime nazi et des survivants, en allemand Interessenverband ehemaliger Teilnehmer am antifaschistischen Widerstand, Verfolgter des Naziregimes und Hinterbliebene (IVVdN), prit sa succession en 1990.

### Évolution à Berlin-Ouest
Dans les secteurs occidentaux de Berlin, le VVN Berlin-Ouest a continué d'exister après la dissolution du VVN du Grand Berlin en tant que partie du VVN de la RDA sur la base du droit allié (Statut des quatre puissances) jusqu'en 1990, à partir de 1976 avec l'extension du nom Verband der Antifaschisten (VVN/VdA) en s'ouvrant aux membres qui n'avaient pas été persécutés par le régime nazi ou qui avaient résisté à la domination nazie. L'ajout de VdA, par opposition au changement de nom de la VVN en République fédérale, était dû au fait que la VVN de Berlin-Ouest avait été largement influencée et financée par le Parti socialiste unifié de Berlin-Ouest (SEW) jusqu'en 1989 et que Berlin-Ouest représentait une « unité politique indépendante », conformément à la conception du droit international public de la RDA défendue par le SEW sous le nom de théorie des trois États. En 1990, l'association a été transformée en association enregistrée (e.V.) et a changé son nom en Verband der Antifaschistinnen und Antifaschisten. En 1983, l'association a ouvert la Galerie Olga Benario dans la  Boddinstrasse 61 de Berlin-Neukölln. (depuis le 15 novembre 2001 dans la Richardstrasse 104). À partir de 1996, la VVN/VdA a fait partie de l'association fédérale de la VVN-BdA en tant qu'association régionale de Berlin. Jusqu'en 2002, elle était membre autonome de la Fédération Internationale des Résistants (FIR) et était membre du Bundes der Antifaschisten Berlin, fondé en 1990. Depuis la fusion entre l'association des antifascistes de Berlin (BdA Berlin) et l'association berlinoise des anciens participants à la résistance antifasciste, des persécutés du régime nazi et des survivants (Berliner Vereinigung ehemaliger Teilnehmer am antifaschistischen Widerstand, Verfolgter des Naziregimes und Hinterbliebener e.V.), les deux associations ont fusionné. (BV VdN) à l'association berlinoise des persécutés du régime nazi/Bund der Antifaschistinnen und Antifaschisten e. V. et l'adhésion de cette organisation à l'association fédérale de la VVN-BdA, la VVN/VdA fait partie de la VVN-BdA berlinoise en tant qu'association de district pour les arrondissements administratifs de Berlin Charlottenburg-Wilmersdorf, Neukölln, Reinickendorf, Spandau, Steglitz-Zehlendorf et Tempelhof-Schöneberg.

## Descriptif
La VVN regroupe dès son origine diverses associations de résistants et de victimes du régime nazi (1933-1945) qui s'étaient formées juste après la capitulation du régime hitlérien, à la fin de la Seconde Guerre mondiale.
Parmi ses cofondateurs se trouvent Philipp Auerbach qui en démissionne en 1948.
Durant la Guerre froide, la VVN se retrouva coincée au cœur des luttes idéologiques entre l'Est et l'Ouest. À l'Est, elle fut accusée d'espionnage, à l'Ouest, de servir de tête de pont au KPD (Parti communiste d'Allemagne). En 1953, la VVN est interdite en RDA, remplacée par le Comité de résistance des combattants antifascistes (Komitee der Antifaschistischen Widerstandskämpfer).
Le 23 juin 1960, la VVN parvient à faire rouvrir une instruction contre Klaus Barbie pour les crimes qu'il avait commis en France.
Depuis 2002, la VVN a étendu ses actions à l'ensemble du territoire allemand et regroupe, en tant que confédération, les anciens prisonniers et rescapés des camps de concentration et d'extermination, ainsi que les organisations luttant contre les groupuscules néonazis. Elle affirme être la plus grosse organisation antifasciste d'Allemagne.